# 55P/Tempel-Tuttle
Tempel-Tuttle (offizielle Bezeichnung 55P/Tempel-Tuttle) ist ein kurzperiodischer Komet, der am 19. Dezember 1865 von Ernst Wilhelm Leberecht Tempel und am 6. Januar 1866 von Horace Parnell Tuttle unabhängig voneinander entdeckt wurde.

## Umlaufbahn
Der Komet läuft in rund 33 Jahren auf einer elliptischen Umlaufbahn zwischen 0,98 (Perihel) und 19,70 (Aphel) astronomischen Einheiten um die Sonne, die Bahnexzentrizität beträgt 0,906. Die Bahn ist rund 18° gegen die Ekliptik geneigt, da sich der Komet aber retrograd (rückläufig) um die Sonne bewegt, wird seine Bahnneigung mit 162° angegeben.

Tempel-Tuttle läuft in einer 5:14 Bahnresonanz mit dem Planeten Jupiter um die Sonne. Dies hat zur Folge, dass die Bahn des Kometen nur wenig durch die Gravitation des Riesenplaneten gestört wird.

## Geschichte
Von seiner Wiederkehr in den Jahren 1899 und 1932 liegen keine Beobachtungen des Kometen vor, sodass der Komet nach seiner Entdeckung 1865/66 erst im Jahre 1965 wieder aufgefunden werden konnte. Der bisher letzte Periheldurchgang erfolgte am 28. Februar 1998.

Bahnrechnungen haben ergeben, dass es sich auch bei einer Sichtung eines Kometen im Jahre 1366 um Tempel-Tuttle handelt, der sich damals bis auf 0,023 astronomischen Einheiten an die Erde angenähert hatte. Auch bei einer weiteren Annäherung im Jahre 1699 (0,064 AE) wurde der Komet bereits beobachtet.

## Meteorstrom
Bei jedem Umlauf verliert der Komet Materie in Form von Gasen, Gesteins- und Staubpartikeln. Jedes Jahr, um den 17. November herum, kreuzt die Erde die Bahn des Kometen Tempel-Tuttle. Dabei gelangen Kometenpartikel mit hoher Geschwindigkeit in die Erdatmosphäre und können als der Meteorstrom der Leoniden beobachtet werden. Die Identifikation von Tempel-Tuttle als Mutterkörper der Leoniden gelang dem Astronomen Giovanni Schiaparelli im Jahr 1867.